# Hebrón (personaje bíblico)
Según la Torá, Hebrón (חֶבְרוֹן Ḥeḇrōn) era hijo de Kohath y nieto de Leví, por lo que era hermano de Amram y tío de Aarón, Miriam y Moisés. Hebrón es retratado en el texto como el fundador del clan «hebronita» de los levitas; sin embargo, en algunas ocasiones, el Libros de las Crónicas trata a los «hebronitas» como distintos de los descendientes de Kohath.

## Análisis
La Biblia no da más detalles de la vida de Hebrón, y según algunos eruditos bíblicos, la genealogía de los descendientes de Leví es en realidad un mito, que refleja la percepción popular de las conexiones entre los diferentes clanes levitas; eruditos textuales atribuyen la genealogía al Libro de las Generaciones, un documento que se origina en un grupo religiopolítico similar y datan de la fuente sacerdotal.  Algunos eruditos bíblicos creen que los «hebronitas» obtuvieron su nombre como resultado de su origen en la ciudad dominada por los levitas llamada «Hebrón», que significa «liga».  Más probablemente, y de acuerdo con la cronología bíblica, el nombre dado a Hebrón se origina en la ciudad del mismo nombre establecida en la época de Abraham unos 400 años antes.